# Coupe de la Ligue portugaise de football 2022-2023
Navigation
Coupe de la Ligue 2021-2022 Coupe de la Ligue 2023-2024
La Coupe de la ligue portugaise de football 2022-2023 (pt : Taça da liga), est la seizième édition de la coupe de la Ligue portugaise de football. Les 18 équipes de première division et 16 équipes (18 moins les deux équipes réserves) de deuxième division participent à cette compétition soit 34 équipes.

## Déroulement de la compétition

### Calendrier
| Tour | Nom              | Date                            | Participants |
| 1    | Phase de groupes | 18 novembre au 17 décembre 2022 | 34           |
| 2    | Quarts de finale | 20 au 22 décembre 2022          | 8            |
| 3    | Demi-finales     | 24 et 25 janvier 2023           | 4            |
| 4    | Finale           | 28 janvier 2023                 | 2            |

### Participants
| Clubs de Liga Portugal (18) | Clubs de Liga Portugal 2 (16) |
| --------------------------- | ----------------------------- |
| FC Arouca                   | Académico Viseu               |
| SL Benfica                  | Belenenses SAD                |
| Boavista FC                 | SC Covilhã                    |
| SC Braga                    | CF Estrela da Amadora         |
| Casa Pia AC                 | SC Farense                    |
| GD Chaves                   | CD Feirense                   |
| GD Estoril-Praia            | Leixões SC                    |
| FC Famalicão                | CD Mafra                      |
| Gil Vicente FC              | Moreirense FC                 |
| CS Marítimo                 | CD Nacional                   |
| FC Paços de Ferreira        | UD Oliveirense                |
| FC Porto                    | FC Penafiel                   |
| Portimonense SC             | CD Tondela                    |
| Rio Ave FC                  | SC União Torreense            |
| Sporting CP                 | CD Trofense                   |
| CD Santa Clara              | UD Vilafranquense             |
| FC Vizela                   | -                             |
| Vitória de Guimarães        | -                             |

## Phase de groupes

### Tirage au sort
- Il est effectué le 23 septembre 2022[1].
- Les équipes sont réparties de la façon suivante : 
  - Dans le chapeau 1, se trouvent les équipes classées de la 1re à la 8e place lors de la saison précédente de Liga Portugal.
  - Dans le chapeau 2, se trouvent les équipes classées de la 9e à la 16e place lors de la saison précédente de Liga Portugal.
  - Dans le chapeau 3, se trouvent les équipes classées 17e et 18e place lors de la saison précédente de Liga Portugal ainsi que les équipes classées de la 1re à la 7e place lors de la saison précédente de Liga Portugal 2[2]
  - Dans le chapeau 4, se trouvent les équipes classées de la 8e à la 16e place lors de la saison précédente de Liga Portugal 2[3]
  - Dans le chapeau 5, se trouvent les équipes promues de Liga Portugal 3.
- Les équipes du chapeau 1 sont réparties selon le classement de la saison précédente en championnat. Le FC Porto, champion en titre est dans le groupe A, le Sporting CP deuxième est dans le groupe B... Le CD Santa Clara et le FC Famalicão, plus mauvaises têtes de séries sont dans des groupes de 5.

| Chapeau 1                                                                                                | Chapeau 2 | Chapeau 3                                                                             | Chapeau 4 | Chapeau 5                         |
| --- | --- | ------------------------------------------------------------------------------------- | --- | --------------------------------- |
| FC Porto Sporting CP SL Benfica SC Braga Gil Vicente FC Vitória de Guimarães CD Santa Clara FC Famalicão | GD Estoril-Praia CS Marítimo FC Paços de Ferreira Boavista FC Portimonense SC FC Vizela FC Arouca Moreirense FC | CD Tondela B-SAD Rio Ave FC Casa Pia AC GD Chaves CD Feirense CD Nacional FC Penafiel | Leixões SC CD Mafra SC Farense UD Vilafranquense CD Trofense CF Estrela da Amadora Académico de Viseu FC SC Covilhã | SC União Torreense UD Oliveirense |

| Groupe A        | Groupe B             | Groupe C              | Groupe D             |
| --------------- | -------------------- | --------------------- | -------------------- |
| FC Porto        | Sporting CP          | SL Benfica            | SC Braga             |
| FC Vizela       | CS Marítimo          | Moreirense FC         | FC Paços de Ferreira |
| GD Chaves       | Rio Ave FC           | FC Penafiel           | Casa Pia AC          |
| CD Mafra        | SC Farense           | CF Estrela da Amadora | CD Trofense          |
| Groupe E        | Groupe F             | Groupe G              | Groupe H             |
| Gil Vicente FC  | Vitória de Guimarães | CD Santa Clara        | FC Famalicão         |
| Portimonense SC | Boavista FC          | FC Arouca             | GD Estoril-Praia     |
| CD Nacional     | B-SAD                | CD Feirense           | CD Tondela           |
| SC Covilhã      | UD Vilafranquense    | Leixões SC            | Ac. Viseu FC         |
|                 |                      | UD Oliveirense        | SCU Torreense        |

### Groupe A
| Rang | Équipe         | Pts | J | G | N | P | Bp | Bc | Diff |  | Résultats (▼ dom., ► ext.) | POR | MAF | VIZ | CHA |
| ---- | -------------- | --- | - | - | - | - | -- | -- | ---- |  | -------------------------- | --- | --- | --- | --- |
| 1    | FC Porto (LP)  | 7   | 3 | 2 | 1 | 0 | 8  | 2  | +6   |  | FC Porto                   |     | 2-2 | 4-0 |     |
| 2    | CD Mafra (LP2) | 5   | 3 | 1 | 2 | 0 | 5  | 4  | +1   |  | CD Mafra                   |     |     | 1-1 |     |
| 3    | FC Vizela (LP) | 2   | 3 | 0 | 2 | 1 | 3  | 7  | -4   |  | FC Vizela                  |     |     |     | 2-2 |
| 4    | GD Chaves (LP) | 1   | 3 | 0 | 1 | 2 | 3  | 6  | -3   |  | GD Chaves                  | 0-2 | 1-2 |     |     |

Légende : (LP) = Liga Portugal, (LP2) = Liga Portugal 2

### Groupe B
| Rang | Équipe           | Pts | J | G | N | P | Bp | Bc | Diff |  | Résultats (▼ dom., ► ext.) | SPO | RIO | FAR | MAR |
| ---- | ---------------- | --- | - | - | - | - | -- | -- | ---- |  | -------------------------- | --- | --- | --- | --- |
| 1    | Sporting CP (LP) | 9   | 3 | 3 | 0 | 0 | 13 | 0  | +13  |  | Sporting CP                |     |     | 6-0 | 5-0 |
| 2    | Rio Ave FC (LP)  | 6   | 3 | 2 | 0 | 1 | 3  | 3  | 0    |  | Rio Ave FC                 | 0-2 |     | 2-1 |     |
| 3    | SC Farense (LP2) | 3   | 3 | 1 | 0 | 2 | 3  | 8  | -5   |  | SC Farense                 |     |     |     | 2-0 |
| 4    | CS Marítimo (LP) | 0   | 3 | 0 | 0 | 3 | 0  | 8  | -8   |  | CS Marítimo                |     | 0-1 |     |     |

Légende : (LP) = Liga Portugal, (LP2) = Liga Portugal 2

### Groupe C
| Rang | Équipe                      | Pts | J | G | N | P | Bp | Bc | Diff |  | Résultats (▼ dom., ► ext.) | MOR | BEN | ESTR | PEN |
| ---- | --------------------------- | --- | - | - | - | - | -- | -- | ---- |  | -------------------------- | --- | --- | ---- | --- |
| 1    | Moreirense FC (LP2)         | 7   | 3 | 2 | 1 | 0 | 7  | 4  | +3   |  | Moreirense FC              |     | 1-1 | 4-2  |     |
| 2    | SL Benfica (LP)             | 7   | 3 | 2 | 1 | 0 | 6  | 3  | +3   |  | SL Benfica                 |     |     |      | 2-0 |
| 3    | CF Estrela da Amadora (LP2) | 1   | 3 | 0 | 1 | 2 | 5  | 8  | -3   |  | CF Estrela da Amadora      |     | 2-3 |      | 1-1 |
| 3    | FC Penafiel (LP2)           | 1   | 3 | 0 | 1 | 2 | 2  | 5  | -3   |  | FC Penafiel                | 1-2 |     |      |     |

Légende : (LP) = Liga Portugal, (LP2) = Liga Portugal 2

### Groupe D
| Rang | Équipe                    | Pts | J | G | N | P | Bp | Bc | Diff |  | Résultats (▼ dom., ► ext.) | BRA | CASA | PAÇ | TRO |
| ---- | ------------------------- | --- | - | - | - | - | -- | -- | ---- |  | -------------------------- | --- | ---- | --- | --- |
| 1    | SC Braga (LP)             | 9   | 3 | 3 | 0 | 0 | 6  | 0  | +6   |  | SC Braga                   |     |      | 2-0 | 3-0 |
| 2    | Casa Pia AC (LP)          | 4   | 3 | 1 | 1 | 1 | 2  | 2  | 0    |  | Casa Pia AC                | 0-1 |      |     | 1-0 |
| 3    | FC Paços de Ferreira (LP) | 2   | 3 | 0 | 2 | 1 | 2  | 4  | -2   |  | FC Paços de Ferreira       |     | 1-1  |     |     |
| 4    | CD Trofense (LP2)         | 1   | 3 | 0 | 1 | 2 | 1  | 5  | -4   |  | CD Trofense                |     |      | 1-1 |     |

Légende : (LP) = Liga Portugal, (LP2) = Liga Portugal 2

### Groupe E
| Rang | Équipe               | Pts | J | G | N | P | Bp | Bc | Diff |  | Résultats (▼ dom., ► ext.) | GIL | NAC | PTM | COV |
| ---- | -------------------- | --- | - | - | - | - | -- | -- | ---- |  | -------------------------- | --- | --- | --- | --- |
| 1    | Gil Vicente FC(LP)   | 7   | 3 | 2 | 1 | 0 | 7  | 2  | +5   |  | Gil Vicente FC             |     | 2-0 |     |     |
| 2    | CD Nacional (LP2)    | 6   | 3 | 2 | 0 | 1 | 4  | 3  | +1   |  | CD Nacional                |     |     | 2-0 |     |
| 3    | Portimonense SC (LP) | 3   | 3 | 1 | 0 | 2 | 2  | 5  | -3   |  | Portimonense SC            | 0-3 |     |     | 2-0 |
| 4    | SC Covilhã (LP2)     | 1   | 3 | 0 | 1 | 2 | 3  | 6  | -3   |  | SC Covilhã                 | 2-2 |     | 1-2 |     |

Légende : (LP) = Liga Portugal, (LP2) = Liga Portugal 2

### Groupe F
| Rang | Équipe                    | Pts | J | G | N | P | Bp | Bc | Diff |  | Résultats (▼ dom., ► ext.) | BOA | VSC | B-S | UDV |
| ---- | ------------------------- | --- | - | - | - | - | -- | -- | ---- |  | -------------------------- | --- | --- | --- | --- |
| 1    | Boavista FC (LP)          | 7   | 3 | 2 | 1 | 0 | 4  | 2  | +2   |  | Boavista FC                |     | 0-0 |     | 1-0 |
| 2    | Vitória de Guimarães (LP) | 3   | 3 | 0 | 3 | 0 | 2  | 2  | 0    |  | Vitória de Guimarães       |     |     | 2-2 |     |
| 3    | B-SAD (LP2)               | 2   | 3 | 0 | 2 | 1 | 4  | 5  | -1   |  | B-SAD                      | 2-3 |     |     |     |
| 4    | UD Vilafranquense (LP2)   | 2   | 3 | 0 | 2 | 1 | 0  | 1  | -1   |  | UD Vilafranquense          | 0-0 |     | 0-0 |     |

Légende : (LP) = Liga Portugal, (LP2) = Liga Portugal 2

### Groupe G
| Rang | Équipe               | Pts | J | G | N | P | Bp | Bc | Diff |  | Résultats (▼ dom., ► ext.) | ARO | FEI | LEI | OLI | STA |
| ---- | -------------------- | --- | - | - | - | - | -- | -- | ---- |  | -------------------------- | --- | --- | --- | --- | --- |
| 1    | FC Arouca (LP)       | 8   | 4 | 2 | 2 | 0 | 7  | 3  | +4   |  | FC Arouca                  |     | 1-1 | 1-1 |     |     |
| 2    | CD Feirense (LP2)    | 8   | 4 | 2 | 2 | 0 | 7  | 5  | +2   |  | CD Feirense                |     |     | 2-1 |     | 4-3 |
| 3    | Leixões SC (LP2)     | 7   | 4 | 2 | 1 | 1 | 6  | 5  | +1   |  | Leixões SC                 |     |     |     | 2-1 | 2-1 |
| 4    | UD Oliveirense (LP2) | 2   | 4 | 0 | 2 | 2 | 2  | 6  | -4   |  | UD Oliveirense             | 0-3 | 0-0 |     |     |     |
| 5    | CD Santa Clara (LP)  | 1   | 4 | 0 | 1 | 3 | 6  | 9  | -3   |  | CD Santa Clara             | 1-2 |     |     | 1-1 |     |

Légende : (LP) = Liga Portugal, (LP2) = Liga Portugal 2

### Groupe H
| Rang | Équipe                | Pts | J | G | N | P | Bp | Bc | Diff |  | Résultats (▼ dom., ► ext.) | VIS | TOR | FAM | TON | EST |
| ---- | --------------------- | --- | - | - | - | - | -- | -- | ---- |  | -------------------------- | --- | --- | --- | --- | --- |
| 1    | Ac. Viseu FC (LP2)    | 8   | 4 | 2 | 2 | 0 | 9  | 5  | +4   |  | Ac. Viseu FC               |     |     |     | 4-1 | 3-2 |
| 2    | SCU Torreense (LP2)   | 6   | 4 | 1 | 3 | 0 | 5  | 4  | +1   |  | SCU Torreense              | 1-1 |     | 1-0 |     |     |
| 3    | FC Famalicão (LP)     | 5   | 4 | 1 | 2 | 1 | 2  | 2  | 0    |  | FC Famalicão               | 1-1 |     |     | 0-0 |     |
| 4    | CD Tondela (LP2)      | 3   | 4 | 0 | 3 | 1 | 2  | 5  | -3   |  | CD Tondela                 |     | 1-1 |     |     | 0-0 |
| 5    | GD Estoril-Praia (LP) | 2   | 4 | 0 | 2 | 2 | 4  | 6  | -2   |  | GD Estoril-Praia           |     | 2-2 | 0-1 |     |     |

Légende : (LP) = Liga Portugal, (LP2) = Liga Portugal 2

## Phase finale

### Formule
- Le tirage des quarts est fait en avance en même temps que la phase de poules[4].
- Un final four est organisé avec les demi-finales et la finale disputées en quelques jours dans le même stade. C'est le Stade municipal de Leiria - Dr. Magalhães Pessoa de Leiria qui l’accueille.

|  | Quarts de finale                                        | Quarts de finale                                        | Quarts de finale                                                          | Quarts de finale                                        |             |             | Demi-finales                                                              | Demi-finales                                                              | Demi-finales                                                              | Demi-finales                                                              |  |  | Finale                                                                            | Finale                                                                            | Finale                                                                            | Finale                                                                            |
|  |                                                         |                                                         |                                                                           |                                                         |             |             |                                                                           |                                                                           |                                                                           |                                                                           |  |  |                                                                                   |                                                                                   |                                                                                   |                                                                                   |
|  | 22 décembre 2022, Joaquim de Almeida Freitas, Guimarães | 22 décembre 2022, Joaquim de Almeida Freitas, Guimarães | 22 décembre 2022, Joaquim de Almeida Freitas, Guimarães                   | 22 décembre 2022, Joaquim de Almeida Freitas, Guimarães |             |             | 24 janvier 2023, Stade municipal de Leiria - Dr. Magalhães Pessoa, Leiria | 24 janvier 2023, Stade municipal de Leiria - Dr. Magalhães Pessoa, Leiria | 24 janvier 2023, Stade municipal de Leiria - Dr. Magalhães Pessoa, Leiria | 24 janvier 2023, Stade municipal de Leiria - Dr. Magalhães Pessoa, Leiria |  |  | 28 janvier 2023 19 h 45, Stade municipal de Leiria - Dr. Magalhães Pessoa, Leiria | 28 janvier 2023 19 h 45, Stade municipal de Leiria - Dr. Magalhães Pessoa, Leiria | 28 janvier 2023 19 h 45, Stade municipal de Leiria - Dr. Magalhães Pessoa, Leiria | 28 janvier 2023 19 h 45, Stade municipal de Leiria - Dr. Magalhães Pessoa, Leiria |
|  | 22 décembre 2022, Joaquim de Almeida Freitas, Guimarães | 22 décembre 2022, Joaquim de Almeida Freitas, Guimarães | 22 décembre 2022, Joaquim de Almeida Freitas, Guimarães                   | 22 décembre 2022, Joaquim de Almeida Freitas, Guimarães |             |             | 24 janvier 2023, Stade municipal de Leiria - Dr. Magalhães Pessoa, Leiria | 24 janvier 2023, Stade municipal de Leiria - Dr. Magalhães Pessoa, Leiria | 24 janvier 2023, Stade municipal de Leiria - Dr. Magalhães Pessoa, Leiria | 24 janvier 2023, Stade municipal de Leiria - Dr. Magalhães Pessoa, Leiria |  |  | 28 janvier 2023 19 h 45, Stade municipal de Leiria - Dr. Magalhães Pessoa, Leiria | 28 janvier 2023 19 h 45, Stade municipal de Leiria - Dr. Magalhães Pessoa, Leiria | 28 janvier 2023 19 h 45, Stade municipal de Leiria - Dr. Magalhães Pessoa, Leiria | 28 janvier 2023 19 h 45, Stade municipal de Leiria - Dr. Magalhães Pessoa, Leiria |
|  | 1er C                                                   | Moreirense FC                                           | 1                                                                         | 1                                                       |             |             | 24 janvier 2023, Stade municipal de Leiria - Dr. Magalhães Pessoa, Leiria | 24 janvier 2023, Stade municipal de Leiria - Dr. Magalhães Pessoa, Leiria | 24 janvier 2023, Stade municipal de Leiria - Dr. Magalhães Pessoa, Leiria | 24 janvier 2023, Stade municipal de Leiria - Dr. Magalhães Pessoa, Leiria |  |  | 28 janvier 2023 19 h 45, Stade municipal de Leiria - Dr. Magalhães Pessoa, Leiria | 28 janvier 2023 19 h 45, Stade municipal de Leiria - Dr. Magalhães Pessoa, Leiria | 28 janvier 2023 19 h 45, Stade municipal de Leiria - Dr. Magalhães Pessoa, Leiria | 28 janvier 2023 19 h 45, Stade municipal de Leiria - Dr. Magalhães Pessoa, Leiria |
|  | 1er C                                                   | Moreirense FC                                           | 1                                                                         | 1                                                       |             |             | 24 janvier 2023, Stade municipal de Leiria - Dr. Magalhães Pessoa, Leiria | 24 janvier 2023, Stade municipal de Leiria - Dr. Magalhães Pessoa, Leiria | 24 janvier 2023, Stade municipal de Leiria - Dr. Magalhães Pessoa, Leiria | 24 janvier 2023, Stade municipal de Leiria - Dr. Magalhães Pessoa, Leiria |  |  | 28 janvier 2023 19 h 45, Stade municipal de Leiria - Dr. Magalhães Pessoa, Leiria | 28 janvier 2023 19 h 45, Stade municipal de Leiria - Dr. Magalhães Pessoa, Leiria | 28 janvier 2023 19 h 45, Stade municipal de Leiria - Dr. Magalhães Pessoa, Leiria | 28 janvier 2023 19 h 45, Stade municipal de Leiria - Dr. Magalhães Pessoa, Leiria |
|  | 1er G                                                   | FC Arouca                                               | 2                                                                         | 2                                                       |             |             | 24 janvier 2023, Stade municipal de Leiria - Dr. Magalhães Pessoa, Leiria | 24 janvier 2023, Stade municipal de Leiria - Dr. Magalhães Pessoa, Leiria | 24 janvier 2023, Stade municipal de Leiria - Dr. Magalhães Pessoa, Leiria | 24 janvier 2023, Stade municipal de Leiria - Dr. Magalhães Pessoa, Leiria |  |  | 28 janvier 2023 19 h 45, Stade municipal de Leiria - Dr. Magalhães Pessoa, Leiria | 28 janvier 2023 19 h 45, Stade municipal de Leiria - Dr. Magalhães Pessoa, Leiria | 28 janvier 2023 19 h 45, Stade municipal de Leiria - Dr. Magalhães Pessoa, Leiria | 28 janvier 2023 19 h 45, Stade municipal de Leiria - Dr. Magalhães Pessoa, Leiria |
|  | 1er G                                                   | FC Arouca                                               | 2                                                                         | 2                                                       | FC Arouca   | FC Arouca   | 1                                                                         | 1                                                                         |                                                                           |                                                                           |  |  | 28 janvier 2023 19 h 45, Stade municipal de Leiria - Dr. Magalhães Pessoa, Leiria | 28 janvier 2023 19 h 45, Stade municipal de Leiria - Dr. Magalhães Pessoa, Leiria | 28 janvier 2023 19 h 45, Stade municipal de Leiria - Dr. Magalhães Pessoa, Leiria | 28 janvier 2023 19 h 45, Stade municipal de Leiria - Dr. Magalhães Pessoa, Leiria |
|  | 19 décembre 2022, Stade José Alvalade XXI, Lisbonne     |                                                         |                                                                           |                                                         | FC Arouca   | FC Arouca   | 1                                                                         | 1                                                                         |                                                                           |                                                                           |  |  | 28 janvier 2023 19 h 45, Stade municipal de Leiria - Dr. Magalhães Pessoa, Leiria | 28 janvier 2023 19 h 45, Stade municipal de Leiria - Dr. Magalhães Pessoa, Leiria | 28 janvier 2023 19 h 45, Stade municipal de Leiria - Dr. Magalhães Pessoa, Leiria | 28 janvier 2023 19 h 45, Stade municipal de Leiria - Dr. Magalhães Pessoa, Leiria |
|  |                                                         |                                                         | Sporting CP                                                               | Sporting CP                                             | 2           | 2           |                                                                           |                                                                           |                                                                           |                                                                           |  |  | 28 janvier 2023 19 h 45, Stade municipal de Leiria - Dr. Magalhães Pessoa, Leiria | 28 janvier 2023 19 h 45, Stade municipal de Leiria - Dr. Magalhães Pessoa, Leiria | 28 janvier 2023 19 h 45, Stade municipal de Leiria - Dr. Magalhães Pessoa, Leiria | 28 janvier 2023 19 h 45, Stade municipal de Leiria - Dr. Magalhães Pessoa, Leiria |
|  | 1er B                                                   | Sporting CP                                             | Sporting CP                                                               | Sporting CP                                             | 2           | 2           | 5                                                                         | 5                                                                         |                                                                           |                                                                           |  |  | 28 janvier 2023 19 h 45, Stade municipal de Leiria - Dr. Magalhães Pessoa, Leiria | 28 janvier 2023 19 h 45, Stade municipal de Leiria - Dr. Magalhães Pessoa, Leiria | 28 janvier 2023 19 h 45, Stade municipal de Leiria - Dr. Magalhães Pessoa, Leiria | 28 janvier 2023 19 h 45, Stade municipal de Leiria - Dr. Magalhães Pessoa, Leiria |
|  | 1er B                                                   | Sporting CP                                             | 25 janvier 2023, Stade municipal de Leiria - Dr. Magalhães Pessoa, Leiria |                                                         |             |             | 5                                                                         | 5                                                                         |                                                                           |                                                                           |  |  | 28 janvier 2023 19 h 45, Stade municipal de Leiria - Dr. Magalhães Pessoa, Leiria | 28 janvier 2023 19 h 45, Stade municipal de Leiria - Dr. Magalhães Pessoa, Leiria | 28 janvier 2023 19 h 45, Stade municipal de Leiria - Dr. Magalhães Pessoa, Leiria | 28 janvier 2023 19 h 45, Stade municipal de Leiria - Dr. Magalhães Pessoa, Leiria |
|  | 1er D                                                   | SC Braga                                                | 0                                                                         | 0                                                       |             |             |                                                                           |                                                                           |                                                                           |                                                                           |  |  | 28 janvier 2023 19 h 45, Stade municipal de Leiria - Dr. Magalhães Pessoa, Leiria | 28 janvier 2023 19 h 45, Stade municipal de Leiria - Dr. Magalhães Pessoa, Leiria | 28 janvier 2023 19 h 45, Stade municipal de Leiria - Dr. Magalhães Pessoa, Leiria | 28 janvier 2023 19 h 45, Stade municipal de Leiria - Dr. Magalhães Pessoa, Leiria |
|  | 1er D                                                   | SC Braga                                                | 0                                                                         | 0                                                       | Sporting CP | Sporting CP | 0                                                                         | 0                                                                         |                                                                           |                                                                           |  |  |                                                                                   |                                                                                   |                                                                                   |                                                                                   |
|  | 21 décembre 2022, Estádio do Dragão, Porto              |                                                         |                                                                           |                                                         | Sporting CP | Sporting CP | 0                                                                         | 0                                                                         |                                                                           |                                                                           |  |  |                                                                                   |                                                                                   |                                                                                   |                                                                                   |
|  |                                                         |                                                         | FC Porto                                                                  | FC Porto                                                | 2           | 2           |                                                                           |                                                                           |                                                                           |                                                                           |  |  |                                                                                   |                                                                                   |                                                                                   |                                                                                   |
|  | 1er A                                                   | FC Porto                                                | FC Porto                                                                  | FC Porto                                                | 2           | 2           | 2                                                                         | 2                                                                         |                                                                           |                                                                           |  |  |                                                                                   |                                                                                   |                                                                                   |                                                                                   |
|  | 1er A                                                   | FC Porto                                                |                                                                           |                                                         |             |             |                                                                           |                                                                           |                                                                           |                                                                           |  |  |                                                                                   |                                                                                   |                                                                                   |                                                                                   |
|  | 1er E                                                   | Gil Vicente FC                                          | 0                                                                         | 0                                                       |             |             |                                                                           |                                                                           |                                                                           |                                                                           |  |  |                                                                                   |                                                                                   |                                                                                   |                                                                                   |
|  | 1er E                                                   | Gil Vicente FC                                          | 0                                                                         | 0                                                       | FC Porto    | FC Porto    | 3                                                                         | 3                                                                         |                                                                           |                                                                           |  |  |                                                                                   |                                                                                   |                                                                                   |                                                                                   |
|  | 20 décembre 2022, Estádio do Fontelo, Viseu             |                                                         |                                                                           |                                                         | FC Porto    | FC Porto    | 3                                                                         | 3                                                                         |                                                                           |                                                                           |  |  |                                                                                   |                                                                                   |                                                                                   |                                                                                   |
|  |                                                         |                                                         | Ac. Viseu FC                                                              | Ac. Viseu FC                                            | 0           | 0           |                                                                           |                                                                           |                                                                           |                                                                           |  |  |                                                                                   |                                                                                   |                                                                                   |                                                                                   |
|  | 1er H                                                   | Ac. Viseu FC                                            | Ac. Viseu FC                                                              | Ac. Viseu FC                                            | 0           | 0           | 2                                                                         | 2                                                                         |                                                                           |                                                                           |  |  |                                                                                   |                                                                                   |                                                                                   |                                                                                   |
|  | 1er H                                                   | Ac. Viseu FC                                            |                                                                           |                                                         |             |             |                                                                           | 2                                                                         |                                                                           |                                                                           |  |  |                                                                                   |                                                                                   |                                                                                   |                                                                                   |
|  | 1er F                                                   | Boavista FC                                             | 1                                                                         | 1                                                       |             |             |                                                                           |                                                                           |                                                                           |                                                                           |  |  |                                                                                   |                                                                                   |                                                                                   |                                                                                   |
|  | 1er F                                                   | Boavista FC                                             | 1                                                                         | 1                                                       |             |             |                                                                           |                                                                           |                                                                           |                                                                           |  |  |                                                                                   |                                                                                   |                                                                                   |                                                                                   |
|  |                                                         |                                                         |                                                                           |                                                         |             |             |                                                                           |                                                                           |                                                                           |                                                                           |  |  |                                                                                   |                                                                                   |                                                                                   |                                                                                   |

### Quarts de finale
| Match C                | Sporting CP                                                             | 5 - 0   | SC Braga | Stade José Alvalade XXI, Lisbonne             |                                               |
| 19 décembre 2022 20h15 | Inácio 04e · Paulinho 07e · Gonçalves 20e · Trincão 41e · Edwards 45+4e | (5 - 0) |          | Spectateurs : 20 396 Arbitrage : Luís Godinho | Spectateurs : 20 396 Arbitrage : Luís Godinho |
| 19 décembre 2022 20h15 | Rapport                                                                 |         |          | Spectateurs : 20 396 Arbitrage : Luís Godinho | Spectateurs : 20 396 Arbitrage : Luís Godinho |

| Match D                | Ac. Viseu FC                   | 2 - 1   | Boavista FC      | Estádio do Fontelo, Viseu                     |                                               |
| 20 décembre 2022 20h15 | Nduwarugira 56e · Bandeira 62e | (0 - 0) | 90+6e Onyemaechi | Spectateurs : 2 009 Arbitrage : João Pinheiro | Spectateurs : 2 009 Arbitrage : João Pinheiro |
| 20 décembre 2022 20h15 | Rapport                        |         |                  | Spectateurs : 2 009 Arbitrage : João Pinheiro | Spectateurs : 2 009 Arbitrage : João Pinheiro |

| Match B                | FC Porto                | 2 - 0   | Gil Vicente FC | Estádio do Dragão, Porto                     |                                              |
| 21 décembre 2022 20h15 | Galeno 03e · Taremi 68e | (1 - 0) |                | Spectateurs : 21 813 Arbitrage : Manuel Mota | Spectateurs : 21 813 Arbitrage : Manuel Mota |
| 21 décembre 2022 20h15 | Rapport                 |         |                | Spectateurs : 21 813 Arbitrage : Manuel Mota | Spectateurs : 21 813 Arbitrage : Manuel Mota |

| Match A                | Moreirense FC         | 1 - 2   | FC Arouca               | Joaquim de Almeida Freitas, Guimarães        |                                              |
| 22 décembre 2022 20h15 | André Luis 44e (pen.) | (1 - 0) | 70e Esgaio · 79e Mújica | Spectateurs : 1 167 Arbitrage : Nuno Almeida | Spectateurs : 1 167 Arbitrage : Nuno Almeida |
| 22 décembre 2022 20h15 | Rapport               |         |                         | Spectateurs : 1 167 Arbitrage : Nuno Almeida | Spectateurs : 1 167 Arbitrage : Nuno Almeida |

### Demi-finales

#### Format
- La première demi-finale oppose le vainqueur du match A à celui du match C.
- La deuxième demi-finale oppose le vainqueur du match B à celui du match D.
- En cas d'égalité à la fin du temps réglementaire, les deux clubs se départagent lors d'une séance de tirs au but.

#### Résultats
| Match 1               | FC Arouca   | 1 - 2   | Sporting CP        | Stade municipal de Leiria - Dr. Magalhães Pessoa, Leiria |                                                  |
| 24 janvier 2023 19h45 | Dabbagh 57e | (0 - 1) | 45+7e 82e Paulinho | Spectateurs : 10 259 Arbitrage : Fábio Veríssimo         | Spectateurs : 10 259 Arbitrage : Fábio Veríssimo |
| 24 janvier 2023 19h45 | Rapport     |         |                    | Spectateurs : 10 259 Arbitrage : Fábio Veríssimo         | Spectateurs : 10 259 Arbitrage : Fábio Veríssimo |

| Match 2               | FC Porto                               | 3 - 0   | Ac. Viseu FC | Stade municipal de Leiria - Dr. Magalhães Pessoa, Leiria |                                                        |
| 25 janvier 2023 19h45 | Eustáquio 07e · Namaso 66e · Folha 79e | (1 - 0) |              | Spectateurs : 9 576 Arbitrage : Rui Manuel Gomes Costa   | Spectateurs : 9 576 Arbitrage : Rui Manuel Gomes Costa |
| 25 janvier 2023 19h45 | Rapport                                |         |              | Spectateurs : 9 576 Arbitrage : Rui Manuel Gomes Costa   | Spectateurs : 9 576 Arbitrage : Rui Manuel Gomes Costa |

### Finale

#### Format
- Elle se déroule le 28 janvier 2023.
- En cas d'égalité à l'issue du match, une séance de tirs au but est disputée.

#### Résultats
| Finale                | Sporting CP | 0 - 2   | FC Porto                    | Stade municipal de Leiria - Dr. Magalhães Pessoa, Leiria |                                                |
| 28 janvier 2023 19h45 |             | (0 - 1) | 10e Eustáquio · 86e Marcano | Spectateurs : 19 263 Arbitrage : João Pinheiro           | Spectateurs : 19 263 Arbitrage : João Pinheiro |
| 28 janvier 2023 19h45 | Rapport     |         |                             | Spectateurs : 19 263 Arbitrage : João Pinheiro           | Spectateurs : 19 263 Arbitrage : João Pinheiro |